# フリートリンゲンの戦い

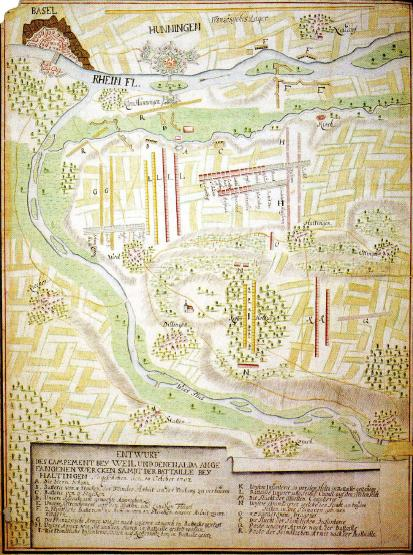
フリートリンゲンの戦い。黄色がフランス軍、赤が帝国軍、方角は北が右になっている

フリートリンゲンの戦い（独: Schlacht bei Friedlingen, 仏: Bataille de Friedlingen）は、スペイン継承戦争における戦闘の1つで、1702年10月14日に現在のドイツ・バーデン＝ヴュルテンベルク州フライブルク・イム・ブライスガウ近郊でフランスと神聖ローマ帝国軍が衝突した。
ドイツのライン川戦線ではフランス軍と神聖ローマ帝国軍が対陣、フランス軍司令官ニコラ・カティナはアルザスの都市ストラスブールで待機していたが、プファルツ選帝侯領でライン川封鎖が行われ、フランス軍はライン川左岸からの北上とケルンに駐屯していた友軍の支援が出来なくなった。右岸ではバーデン＝バーデン辺境伯ルートヴィヒ・ヴィルヘルムが右岸の都市シュトルホーフェンからシュヴァルツヴァルト（黒い森）に防衛線を敷いたため、右岸からも北へ進めなくなった。
1702年9月にはルートヴィヒ・ヴィルヘルムがライン川左岸でストラスブールから北のランダウを落としてフランス軍の進軍範囲を狭め、カティナは軍勢が少ないため傍観するより他になかった。しかし、フランスと同盟を結んでいたバイエルン選帝侯マクシミリアン2世エマヌエルがランダウ陥落前後に反乱を起こし、フランス軍にとって東へ進出する好機が到来した。カティナは東進を躊躇っていたが、部下のクロード・ルイ・エクトル・ド・ヴィラールはカティナを説得して南からライン川を渡河する作戦を実行した。
ヴィラールは南下してライン川が曲がるスイス国境付近に到着、10月14日に河畔のフリートリンゲンとバーゼル付近に陣取るルートヴィヒ・ヴィルヘルムの帝国軍と衝突した。この戦いに際してヴィラールは戦場から下流に分遣隊を渡河させ、敵を動揺させた隙に自らも渡河を果たした。バイエルン軍挙兵も帝国軍の士気を下げる一因となっていた。
フランス軍はシュヴァルツヴァルトの傍で布陣した帝国軍を攻撃、歩兵部隊が反撃を受けて逃亡しようとした所をヴィラールが引き止め戦場に戻す場面もあったが、帝国軍は北へ撤退してフリートリンゲンは降伏した。帝国軍の損害は3000人に達したが、フランス軍も死者・負傷者合わせて4000人以上だったため、ヴィラールはバイエルン軍の合流は断念しストラスブールへ戻った。戦後ヴィラールはルイ14世から元帥に叙せられ、カティナの引退でライン川戦線司令官に就任した。
1702年の戦況はそれ以上進展しなかったが、ヴィラールは翌1703年に再度南下してライン川を渡河、北上してライン川右岸のケールを陥落させると（ケール包囲戦）、シュヴァルツヴァルトを突破してバイエルン軍と合流を果たし、ドイツ戦線で活躍していった。